# Petrikirche (Riga)

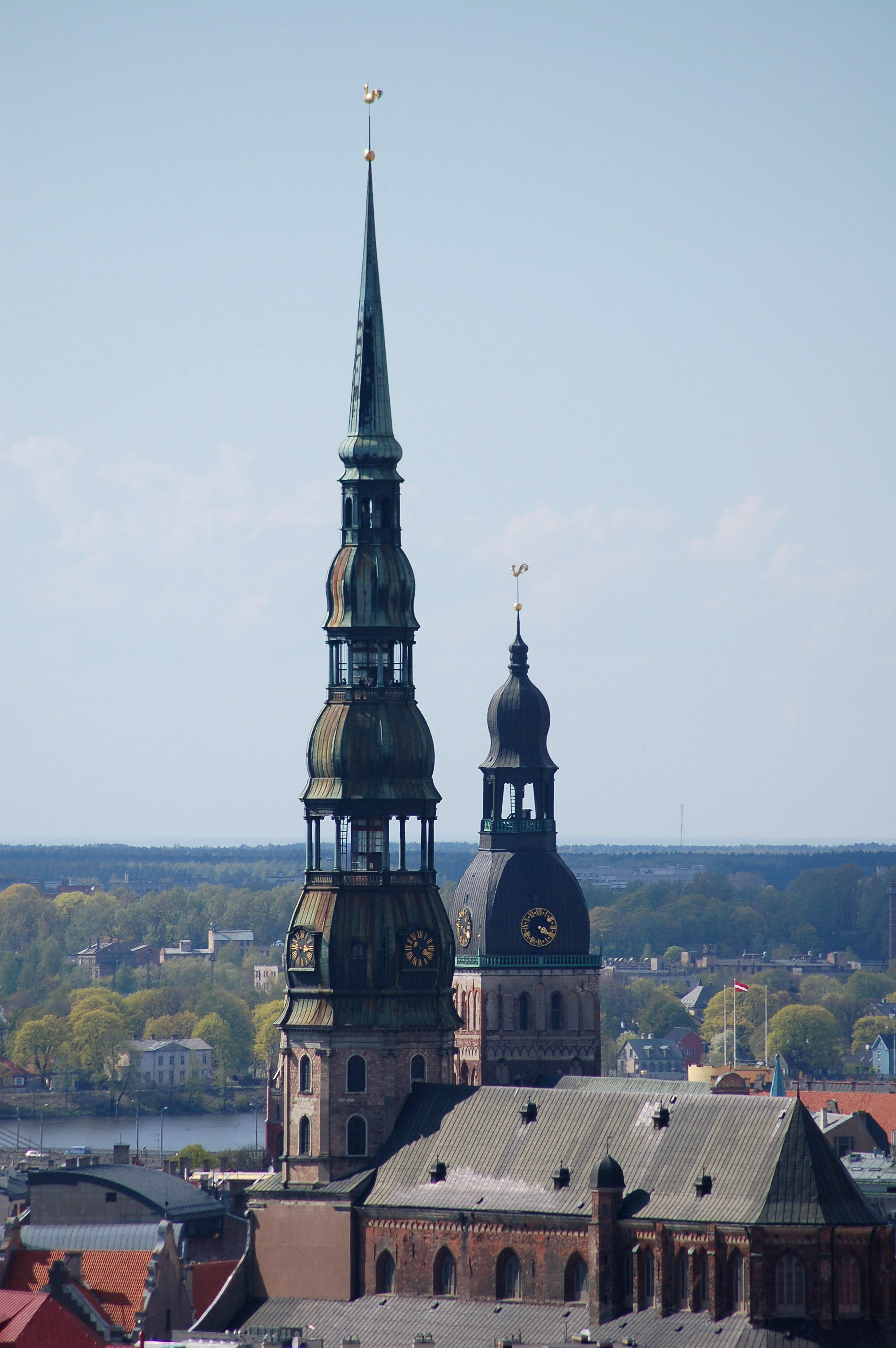
Petrikirche und Mariendom

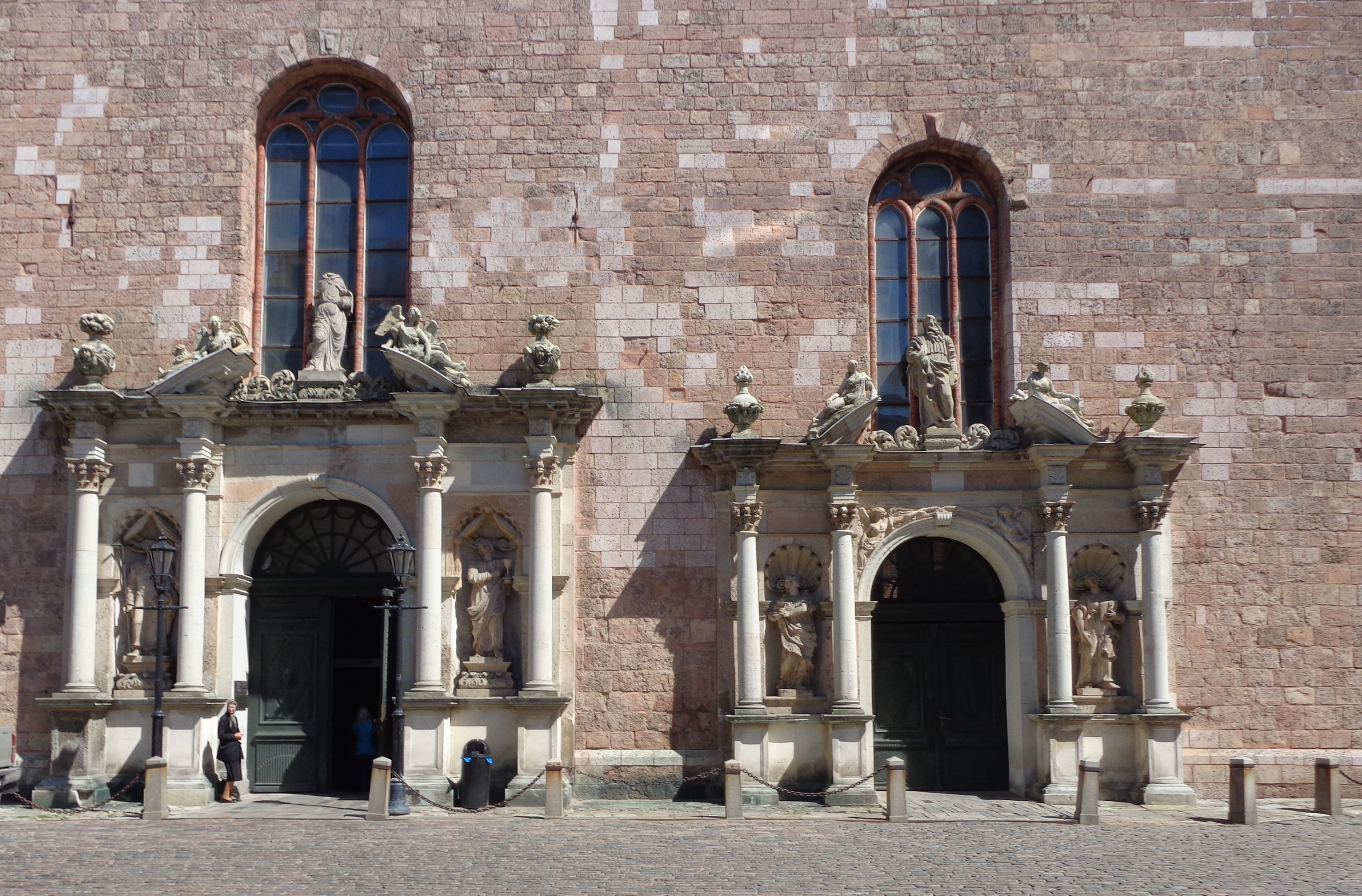
Portale

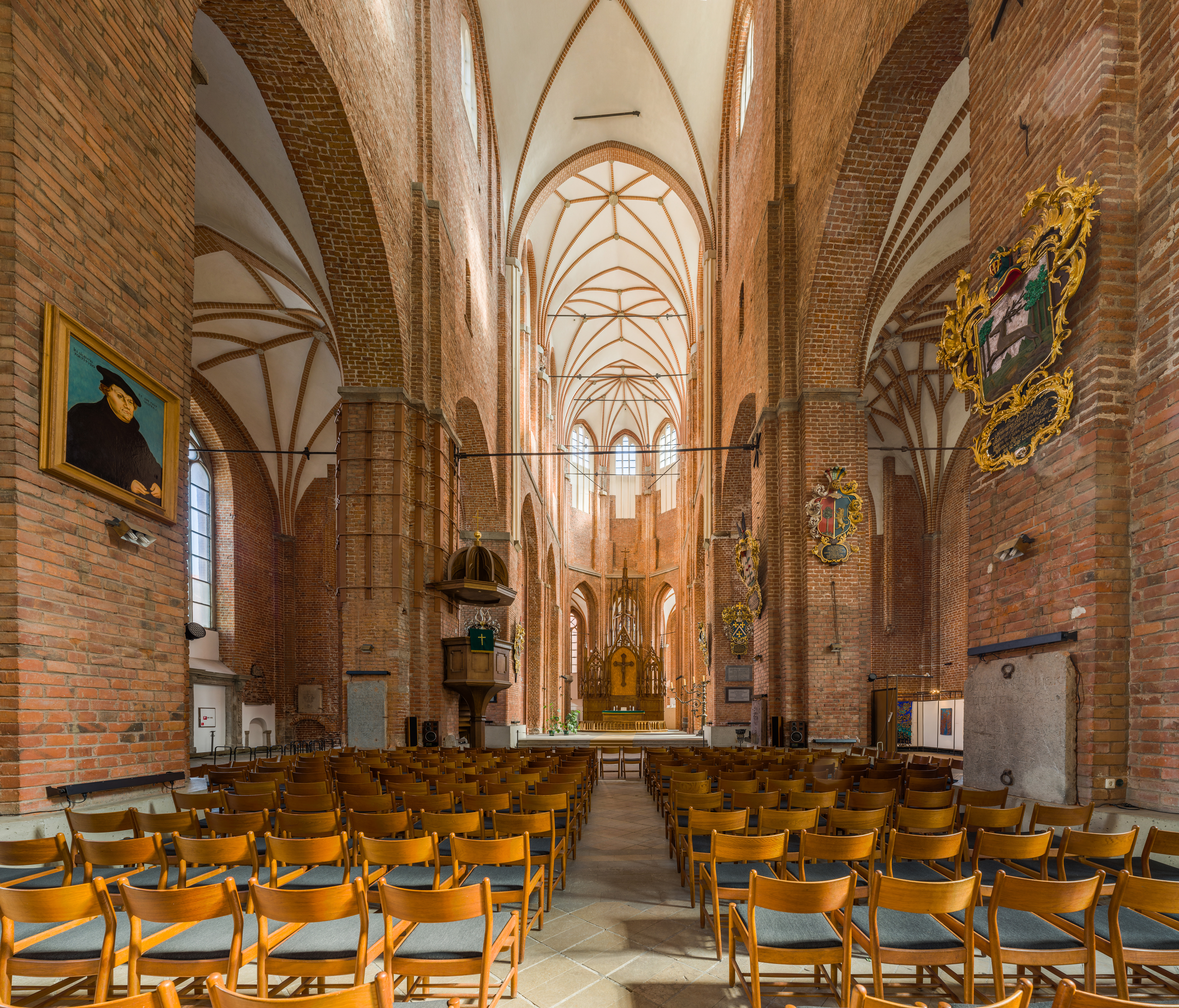
Innenraum

Die Petrikirche (lettisch Svētā Pētera baznīca) befindet sich im Zentrum der Altstadt von Riga, Lettland, an der Pēterbaznīcas iela. Sie ist eine große, dreischiffige Basilika, errichtet im Stil der Backsteingotik. Die Petrikirche war im Mittelalter die Pfarrkirche Rigas und bis zur Umsiedlung der Deutsch-Balten 1939 die Hauptkirche der deutschen lutherischen Gemeinde. Nach Ende des Zweiten Weltkrieges war die Kirche eigentümerlos. Im Frühjahr 2022 erfolgte die Übertragung an eine von der Evangelisch-Lutherische Kirche Lettlands (LELK) und der deutschen St.-Petri-Gemeinde getragene Stiftung.

## Geschichte

### Mittelalter

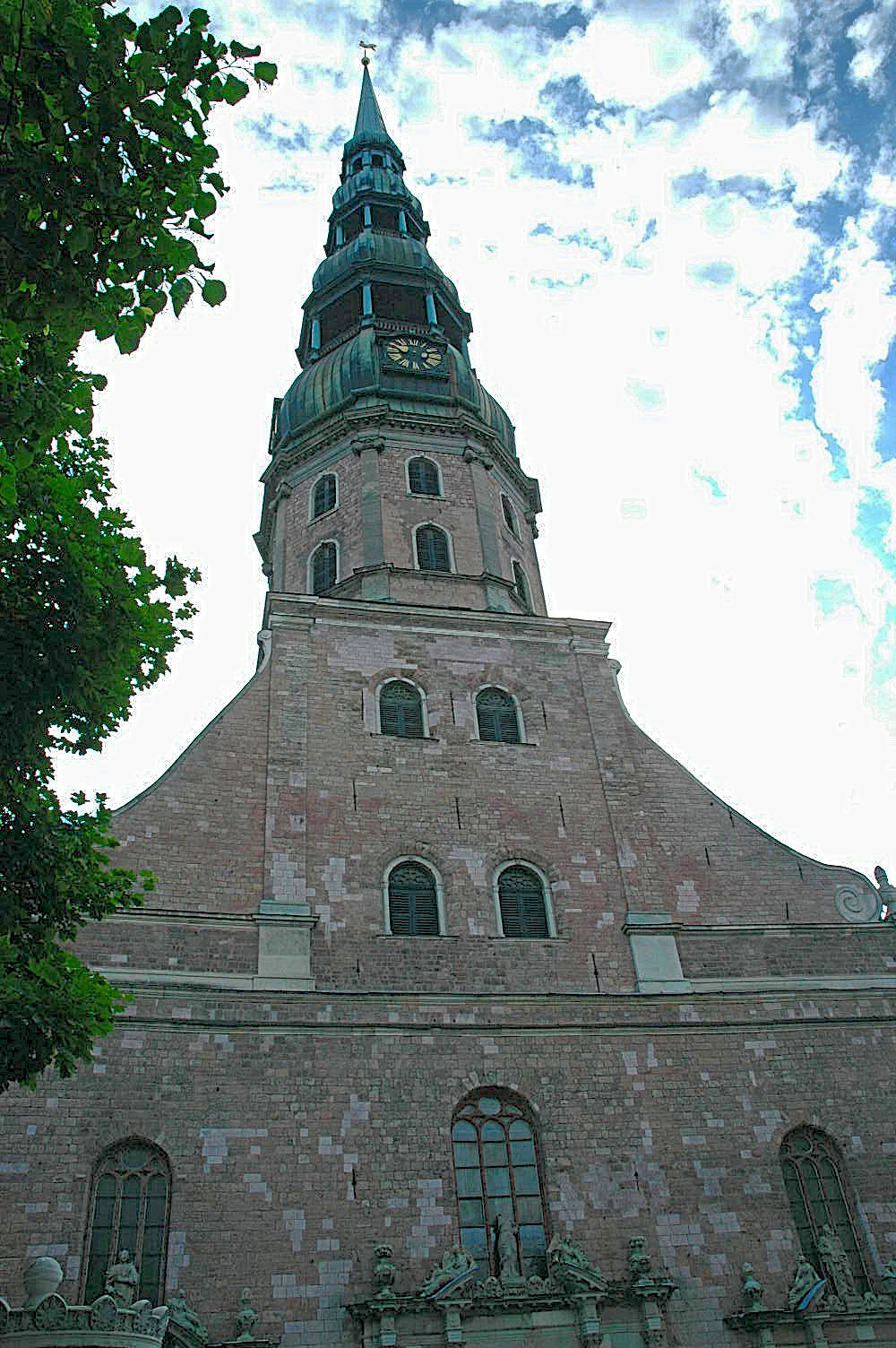
Turm mit Uhr, 1941 eingestürzt, 1973 wieder aufgebaut

Die Kirche wurde 1209 erstmals erwähnt und diente der Gemeinde, bestehend aus Hansekaufleuten und den Handwerkerzünften, als Gotteshaus und Versammlungsort. Beim Aufstand der Stadtbevölkerung gegen den Livländischen Orden von 1297 wurde das Gebäude kurzzeitig als Waffenlager und Wachtturm genutzt. Die heute ältesten erhaltenen Bauteile befinden sich im Hochchor. Dieser Bereich wurde zwischen 1406 und 1409 nach dem damaligen Zeitgeschmack auf 30 Meter Höhe (Mittelschiff) vergrößert. Die Umbauten im gotischen Stil wurden vom Rostocker Baumeister Johann Rumeschottel vorgenommen. Er fügte auch, um dem Bauwerk Stabilität zu verleihen, einen Kranz aus fünf Kapellen um den Chor hinzu. Die Rigaer Bürgerschaft befand sich in ständigem Streit mit den Rigaer Erzbischöfen um die Machtausübung in der Stadt. Dies hatte auch Einfluss auf diesen Kirchenumbau, aus politischen Gründen musste der Baubetrieb bis 1456 eingestellt werden. Erst 1473 konnte der Altarraum vollendet werden. In Konkurrenz zum Dom (Sitz des Erzbischofs) sollte hier eine bei weitem prächtigere Kirche entstehen. Der weitere Ausbau der Petrikirche wurde mit dem Turm im Jahr 1491 vollendet.

### Die Petrikirche seit der Reformation
Dank des Wirkens des Priesters Andreas Knöpken wurde die Petrikirche ab 1522 das Zentrum der reformatorischen Bewegung in Riga. Mit der Einführung der Reformation in Riga im Jahr 1524 endete der eigenartige Wettkampf um die prachtvollste Kirche in der Stadt. Ein erneuter Umbau erfolgte gegen Ende des 17. Jahrhunderts, als die Westfassade und die Portale im Barockstil erneuert wurden. Zugleich erneuerte man die Kirchturmspitze, sie wurde auf eine Gesamthöhe von 64,5 Meter vergrößert. Im Laufe der Zeit wurde der Turm dreimal schwer beschädigt: Er stürzte 1666 ein, wurde wiederaufgebaut, doch schon 1677 vernichtete ein Stadtbrand diesen Neubau. Daher gehört die Westfassade oberhalb der Traufenhöhe samt den darauf gesetzten achteckigen Turmgeschossen nicht mehr der Gotik an, sondern liegt stilistisch zwischen Renaissance, Manierismus und Barock.
Im Zweiten Weltkrieg richtete die Rote Armee im Turm der Kirche einen Beobachtungsposten ein. Beim gegenseitigen Artilleriebeschuss zwischen Wehrmacht und Roter Armee geriet die Kirche am 29. Juni 1941, ihrem Patronatstag, in Brand. Turm und Hauptschiff stürzten ein.

### Der Wiederaufbau nach dem Zweiten Weltkrieg

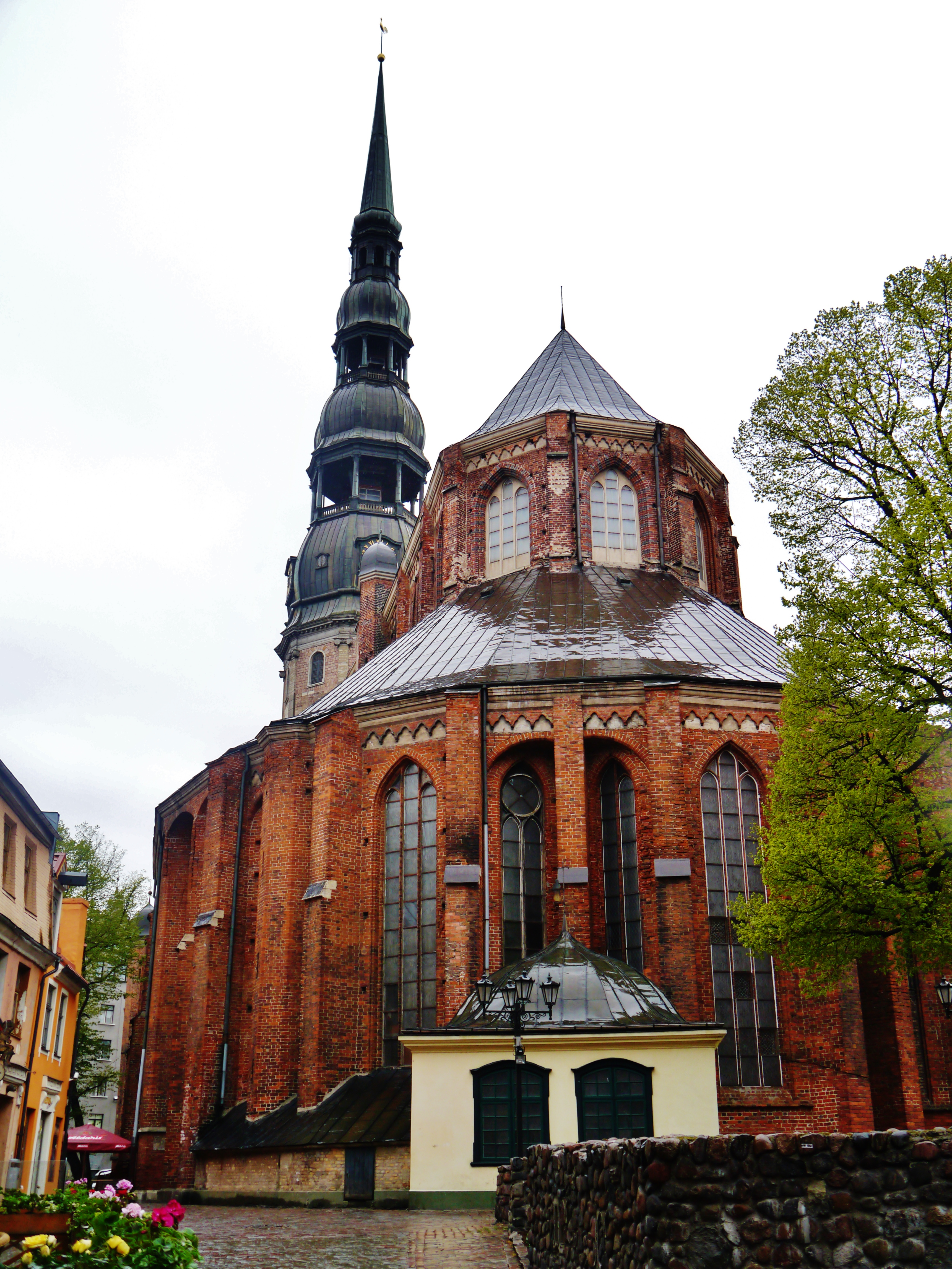
Der basilikale Chorumgang ohne Strebebögen hat einen „Bruder“ an der Martinikerk in Groningen.

Restaurationsarbeiten nach historischem Vorbild wurden von 1969 bis 1983 durchgeführt. In dem 1973 fertiggestellten Turm wurde ein elektrischer Aufzug eingebaut, der Besucher auf die zweite Galerie in 72 Metern Höhe bringt. Der Dachstuhl der Kirche wurde dabei als Metallkonstruktion ausgeführt. Die barocke Turmspitze ähnelt denen der Tilsiter Deutschen Kirche, der Zwickauer Kirche St. Marien und der Hamburger Hauptkirche Sankt Katharinen. Beim Neubau wurde in 51 Meter Höhe wieder eine Turmuhr eingebaut. Sie gleicht dem Vorgängerwerk von 1746 und spielt alle drei Stunden eine lettische Volksweise.
In der Zeit der sowjetischen Herrschaft sollte die wiederaufgebaute Kirche als Museum dienen. Nach 1991 wurde sie, anders als die meisten kirchlichen Gebäude, nicht in kirchliches Eigentum rücküberführt. Ansprüche erhoben sowohl die Evangelisch-Lutherische Kirche Lettlands (LELB) als auch die 1992 neu gegründete Deutsche Evangelisch-Lutherische Kirche in Lettland (DEKL). Erst nachdem sich beide Kirchen auf eine gemeinsame Trägerschaft geeinigt hatten und die DEKL 2018 ein eigenständiger Teil der LELB geworden war, beschloss das lettische Parlament im Frühjahr 2022 die Übertragung an eine von der LELB und der deutschen Gemeinde getragene Stiftung. Die Wiedereinweihung erfolgte am 21. Juni 2022.
Von 2011 bis 2023 war die Rekonstruktion der barocken Kloosen-Orgel von 1734 als deutsch-lettisches Gemeinschaftsprojekt geplant. Dies ließ sich nicht verwirklichen. Stattdessen soll nun eine Chororgel im Dom im Stil des Orgelbauers Heinrich Andreas Contius gebaut werden.

## Umgebung
Der an der Westseite des Kirchenschiffs aufragende Turm grenzt unmittelbar an die Herrenstraße (lettisch Kungu iela) und den anschließenden Rathausplatz mit dem Schwarzhäupterhaus und dem Rigaer Roland. Die östliche Seite grenzt an den Konventhof, eines der ältesten Gebäude von Alt-Riga.

## Maße
- Turmhöhe: 120,7 m (früher 130 m)
- Gesamtlänge: 78,8 m
- Größte Breite: 34,9 m
- Innenhöhe des Mittelschiffs: etwa 30 m
- Innenhöhe der Seitenschiffe: 15 m

## Überliefertes
Bei jedem Wiederaufbau wurde ein Glas von der Turmspitze geworfen. Die Anzahl der Scherben, in die das Glas zerbricht, soll die Jahrhunderte symbolisieren, die der Turm stehen bleiben wird. Beim zweiten Wiederaufbau fiel das Glas in einen Strohhaufen und zerbrach in nur zwei Teile. Beim letzten Wiederaufbau 1973 zerfiel das Glas in unzählige Teile. Man sagt deshalb, dass die Petrikirche nun bis in alle Ewigkeit stehen wird.